# Amedeo III di Savoia
Amedeo III di Savoia detto il Crociato (Carignano, 1095 – Nicosia, 30 marzo 1148) è stato il VII Conte di Savoia e Conte d'Aosta e di Moriana; sarebbe stato il primo ad assumere il titolo di Conte di Savoia.
Il soprannome è dovuto alla sua partecipazione alla seconda crociata, chiamato alle armi da papa Callisto II, suo zio, dal quale ricevette in dono il simbolo che utilizzò nel blasone.

## Origine
Amedeo, secondo lo storico Samuel Guichenon, nel suo Histoire généalogique de la royale maison de Savoie, era il figlio maschio primogenito del sesto Conte di Savoia e Conte d'Aosta e di  Moriana e Marchese d'Italia, Umberto II, detto il Rinforzato e di Gisella o Giselda di Borgogna, figlia del Conte Guglielmo I di Borgogna, come viene indirettamente confermata dalla lettera del fratello di Gisella, il futuro, Papa Callisto II, Guido, arcivescovo di Vienne (Guido Viennensis archiepiscopus). Umberto II, detto il Rinforzato, secondo Samuel Guichenon, era il figlio maschio primogenito del marchese di Torino, conte di Savoia e conte d'Aosta e Moriana, Amedeo II e di Giovanna di Ginevra, figlia del conte di Ginevra, Geroldo II e della moglie, Gisela.

## Biografia
Suo padre, Umberto II, detto il Rinforzato, morì nel 1103; il documento n° CCXLIV del Regesta comitum Sabaudiae riporta la morte di Umberto (Humbertus comes Maur.) il 19 settembre, e venne sepolto nella Cattedrale di Moûtiers, in Savoia, all'ingresso della Tarantasia. Amedeo, figlio maschio primogenito, gli succedette come Amedeo III, sotto tutela del conte Aimone di Ginevra, che ebbe la reggenza sino alla maggior età di Amedeo.
Nel 1104, Amedeo in una donazione alla chiesa di Moriana viene citato come conte (Amedeus comes). In un'altra donazione alla chiesa di Bugey in suffragio dell'anima del padre (animam patris nostri Humberti), Amedeo oltre che citarsi come conte, cita anche i fratelli la madre (Amedeus gratia Dei comes et fratres mei, unacum genitrice nostra Gisla) ed i suoi tutori Aimone e Guido (per nostros advocatos…comitem Aimonem Genevensem et Widonem de Mirabello). Dopo essere rimasta vedova, sua madre, Gisella, nel 1105, sposò, in seconde nozze il marchese Ranieri I del Monferrato.
Nel 1109, Amedeo cominciò a governare i suoi possedimenti, dopo che l'imperatore Enrico IV aveva decretato una maggiore autonomia al comune di Torino, creando non poche difficoltà alle mire di Amedeo; comunque Amedeo, nel 1111 fu al seguito di Enrico V, quando fu incoronato imperatore a Roma, e il nuovo imperatore gli riconobbe il titolo di conte di Savoia. Nel 1116, Enrico V confermò l'autonomia alla città di Torino, investendo il vescovo della città di un notevole potere.
Il 3 agosto 1115, sua sorella, Adelaide, andò sposa al re di Francia, Luigi VI detto il Grosso (1081 – 1137), figlio maschio primogenito del re di Francia Filippo I e di Berta (1055 – 30 luglio 1094); il matrimonio viene confermato dal De Genere Comitum Flandrensium, Notæ Parisienses (Ludovicus accepit in uxorem filiam Humberti comitis Morienne) e dalla Chronica Albrici Monachi Trium Fontium (Uxor autem Ludovici Grossi, mater omnium predictorum, regina Alaydis, fuit soror Amadei comitis Sabaudie).
Dopo il 1120 Amedeo si scontrò con il conte di Ginevra, dapprima Aimone che era stato suo tutore e poi col suo successore, Amedeo I che invase la Moriana, uscendone sconfitto. Tra l'altro, Amedeo fondò l'Abbazia di Altacomba, dove poi per secoli verranno sepolti i membri di Casa Savoia. Siccome dal primo matrimonio, Amedeo non aveva avuto figli maschi, la sorella, Adelaide, regina di Francia, ed il marito, Luigi VI detto il Grosso, avrebbero desiderato che Amedeo dichiarasse suo erede il loro secondogenito, Luigi, a discapito dei fratelli di Amedeo e degli altri suoi nipoti; Luigi VI per forzarlo ad accettare invase il Bugey, ma la nascita del figlio, Umberto nel 1136 e la morte di Luigi VI, nel 1137, risolsero il problema.
In quel periodo Amedeo dovette lottare contro il vescovo di Torino che pretendeva di avere un'autorità incondizionata sulla città, mentre aiutò il vescovo di Asti a rientrare in città dopo che era stato cacciato dall'autorità comunale. In quegli anni Amedeo viene citato in due documenti delle Mémoires pour l'histoire ecclésiastique des diocèses de Genève:
- il n° 17, del 1139[21]
- il n° 19, del 1140[22]

Nonostante il suo secondo matrimonio con una discendente dei signori d'Albon, suoi confinanti, il vicinato era piuttosto turbolento. I territori del feudo di Albon e quelli dei Savoia s'intersecavano e per molti tratti il confine non era ben identificato. Certi feudi del conte Amedeo come Rives, Voiron e Saint-Laurent-du-Pont erano troppo vicini a Grenoble per non essere appetibili dagli Albon. Fu quindi sufficiente che Amedeo III esercitasse pressioni sui terreni limitrofi nel 1140, perché Ghigo IV d'Albon intervenisse in armi contro Amedeo nel Grésivaudan, benché i due fossero cognati in quanto Amedeo III aveva sposato la sorella di Ghigo IV, Matilde.
Ghigo pose sotto assedio il castello di Montmélian ma venne sorpreso da un contrattacco del Savoia, rimanendo gravemente ferito nella battaglia: trasportato al castello de La Buissière, spirò tre giorni dopo tra le braccia della moglie. Amedeo ripagò questo sfortunato incidente con la Chartreuse d'Arvière (Chartreuse d'Arvière), vicino a Seyssel. Secondo la regina d'Italia, Maria José esiste un documento che attesta che l'uso della croce bianca su campo rosso dei Savoia fu usato da Amedeo sin dal 1143. Il Regesta comitum Sabaudiae riporta numerosi documenti di donazioni ed altro, dall'anno 1104 in poi, in cui figura il conte Amedeo III.
Amedeo per pagare la spesa restituì alcune prerogative ai monaci e cedette delle proprietà ai conti di Ginevra, partecipò alla seconda crociata, assieme al fratellastro, Marchese del Monferrato, Guglielmo V, al seguito di Corrado III di Svevia verso Costantinopoli, arrivandoci verso la fine dell'estate 1147; quando Corrado ritornò a Costantinopoli, Amedeo e Guglielmo, rimasero col nipote, Luigi VII di Francia e Amedeo guidò con il conte aquitano, Goffredo di Rancon, l'avanguardia delle truppe in Anatolia.
Amedeo, secondo lo storico francese, Victor Flour de Saint-Genis, fu imbarcato su una nave che avrebbe dovuto condurlo a Genova, ma morì a Nicosia, nell'isola di Cipro, per esaurimento, nel 1149; secondo Samuel Guichenon, morì a Nicosia il primo aprile 1149 e fu ivi sepolto nella chiesa locale della "Santa Croce", mentre secondo Charles William Previté-Orton, Amedeo morì a Nicosia, ai primi di aprile del 1148, senza essere stato in grado di adempiere al suo voto di crociato; il documento n° CCXCVII del Regesta comitum Sabaudiae, riporta la morte nel 1148 a Cipro (anno 1148 Amadeus comes Maurianensis in Cipro insula obiit), il primo aprile (kalenda aprilis): anche il Sigiberti Continuatio riporta la morte di Amedeo nel 1148 (Amadeus comes Maurianensis in Cipro insula obiit). Ad Amedeo succedette il figlio maschio primogenito, Umberto, come Umberto III, sotto la reggenza di Amedeo d'Hauterive, monaco cistercense, vescovo di Losanna, che era stato abate di Altacomba ed era stato buon amico di suo padre, Amedeo III.

### Matrimoni e discendenza
Amedeo aveva sposato Adelaide, di cui non si conoscono gli ascendenti, che nel 1134 era ancora in vita, essendo citata come moglie di Amedeo (Ipse Comes cum uxore sua Adeleida comitissa) nel documento n° CCLXIX del Regesta comitum Sabaudiae.
Amedeo da Adelaide ebbe due figlie: 
- Alice o Elisa (1120 circa - 1174), che sposò Umberto III di Beaujeu, come conferma la Chronica Albrici Monachi Trium Fontium (pater autem dicti Wichardi senior Humbertus fuit nepos ex sorore comitis Sabaudie)[39]
- Mafalda (o Matilde) (1125 - 1157), che sposò Alfonso I re di Portogallo, come ci viene confermato dal Roderici Toletani Archiepiscopi De Rebus Hispaniæ[40].

Molto probabilmente, dopo essere rimasto vedovo, Amedeo, anche per un'alleanza contro i conti di Ginevra, sposò, in seconde nozze, verso il 1135, Matilde di Albon, figlia del Conte d'Albon Ghigo III, e della moglie Regina detta Matilde (Regina nominate Maheldis), di ascendenze inglesi (Dominus Vuigo comes et uxor eius Regina quæ fuit de Anglia), come viene descritta dal documento n° 17 del Cartulare monasterii beatorum Petri et Pauli de Domina, forse figlia illegittima di Edgardo Atheling, ultimo discendente del Casato del Wessex, oppure di Eremburga di Mortain e del primo Conte di Sicilia, Ruggero I di Sicilia; secondo Samuel Guichenon, Matilde fu l'unica moglie di Amedeo III; il documento n° CCLXXIII del Regesta comitum Sabaudiae, inerente ad una donazione del 1137 cita Matilde come moglie di Amedeo (A. comes et marchio cum uxore sua M.).
Amedeo da Matilde ebbe sette o otto figli:
- Agnese (1138 - 1172), che sposò Guglielmo I conte di Ginevra, come riporta il documento n° CCCLXXXV del Regesta comitum Sabaudiae, inerente ad una donazione della sorella Giuliana (dna Juliana abb.sa Sc.ti Andreæ quae habebat de p.prio f.ris sui Humberti comiti Sabaudiæ et de p.prio Agnetis sororis sue Gebennensis comitisse)[47]
- Umberto (1136-1188), che gli succedette come conte di Moriana e Savoia (Humbertus comes Moriennæ), come riporta lo storico normanno, priore dell'abbazia di Bec e sedicesimo abate di Mont-Saint-Michel, Roberto di Torigni[48]
- Giovanni († 1188 circa), secondo Samuel Guichenon, fu monaco al monastero di Sant'Antonio di Ranverso in Piemonte[49]
- Pietro († 1188 circa), secondo Samuel Guichenon, fu monaco al monastero di Sant'Antonio di Ranverso in Piemonte[49]
- Guglielmo († dopo il 1173), che controfirmò come fratello del conte (Willelmus frater comitis) un accordo di matrimonio, datato 1173, tra Alice, figlia primogenita di suo fratello, Umberto III e Giovanni Senzaterra, futuro re d' Inghilterra, stipulato tra Umberto III e il re d'Inghilterra, Enrico II Plantageneto, come da documento n° 31 del Peter der Zweite, Graf von Savoyen, Markgraf in Italien[50]
- Margherita († dopo il 1157), che divenne monaca a Bons, citata nel documento n° CCCXVIII del Regesta comitum Sabaudiae (Margarita soror comitis Sauoyæ)[51]
- Isabella[38]
- Giuliana († 1194), badessa di Sant'Andrea di Vienne, come ci viene confermato dal documento n° CCCLXXXV del Regesta comitum Sabaudiae (dna Juliana abb.sa Sc.ti Andreæ)[47]

## Ascendenza
|                         |                       |                                | Genitori                 |  |  | Nonni |  |  | Bisnonni         |  |  | Trisnonni            |  |
|                         |                       |                                |                          |  |  |       |  |  | Oddone di Savoia |  |  | Umberto I Biancamano |  |
|                         |                       |                                |                          |  |  |       |  |  | Oddone di Savoia |  |  | Umberto I Biancamano |  |
|                         |                       | Ancilla del Vallese            |                          |  |  |       |  |  | Oddone di Savoia |  |  |                      |  |
| Amedeo II di Savoia     |                       |                                |                          |  |  |       |  |  | Oddone di Savoia |  |  |                      |  |
|                         |                       | Adelaide di Susa               | Olderico Manfredi II     |  |  |       |  |  |                  |  |  |                      |  |
|                         |                       | Adelaide di Susa               | Olderico Manfredi II     |  |  |       |  |  |                  |  |  |                      |  |
|                         |                       | Adelaide di Susa               | Berta di Milano          |  |  |       |  |  |                  |  |  |                      |  |
| Umberto II di Savoia    |                       | Adelaide di Susa               |                          |  |  |       |  |  |                  |  |  |                      |  |
|                         |                       | Geroldo II di Ginevra          | Geroldo I di Ginevra     |  |  |       |  |  |                  |  |  |                      |  |
|                         |                       | Geroldo II di Ginevra          | Geroldo I di Ginevra     |  |  |       |  |  |                  |  |  |                      |  |
|                         |                       | Geroldo II di Ginevra          | …                        |  |  |       |  |  |                  |  |  |                      |  |
| Giovanna di Ginevra     |                       | Geroldo II di Ginevra          |                          |  |  |       |  |  |                  |  |  |                      |  |
|                         |                       | Gisella di Borgogna            | …                        |  |  |       |  |  |                  |  |  |                      |  |
|                         |                       | Gisella di Borgogna            | …                        |  |  |       |  |  |                  |  |  |                      |  |
|                         |                       | Gisella di Borgogna            | …                        |  |  |       |  |  |                  |  |  |                      |  |
| Amedeo III di Savoia    |                       | Gisella di Borgogna            |                          |  |  |       |  |  |                  |  |  |                      |  |
|                         | Rinaldo I di Borgogna | Ottone I Guglielmo di Borgogna |                          |  |  |       |  |  |                  |  |  |                      |  |
|                         | Rinaldo I di Borgogna | Ottone I Guglielmo di Borgogna |                          |  |  |       |  |  |                  |  |  |                      |  |
|                         | Rinaldo I di Borgogna | Ermetrude di Roucy             |                          |  |  |       |  |  |                  |  |  |                      |  |
| Guglielmo I di Borgogna | Rinaldo I di Borgogna |                                |                          |  |  |       |  |  |                  |  |  |                      |  |
|                         |                       | Alice di Normandia             | Riccardo II di Normandia |  |  |       |  |  |                  |  |  |                      |  |
|                         |                       | Alice di Normandia             | Riccardo II di Normandia |  |  |       |  |  |                  |  |  |                      |  |
|                         |                       | Alice di Normandia             | Giuditta di Bretagna     |  |  |       |  |  |                  |  |  |                      |  |
| Giselda di Borgogna     |                       | Alice di Normandia             |                          |  |  |       |  |  |                  |  |  |                      |  |
|                         |                       | Gerardo di Vienne              | …                        |  |  |       |  |  |                  |  |  |                      |  |
|                         |                       | Gerardo di Vienne              | …                        |  |  |       |  |  |                  |  |  |                      |  |
|                         |                       | Gerardo di Vienne              | …                        |  |  |       |  |  |                  |  |  |                      |  |
| Stefania di Vienne      |                       | Gerardo di Vienne              |                          |  |  |       |  |  |                  |  |  |                      |  |
|                         |                       | …                              | …                        |  |  |       |  |  |                  |  |  |                      |  |
|                         |                       | …                              | …                        |  |  |       |  |  |                  |  |  |                      |  |
|                         |                       | …                              | …                        |  |  |       |  |  |                  |  |  |                      |  |
|                         |                       | …                              |                          |  |  |       |  |  |                  |  |  |                      |  |

### Fonti primarie
- (LA) Cartulaire de l'abbaye de Saint-André-Le-Bas-de-Vienne1.
- (LA) Monumenta Germaniae Historica, Scriptores, tomus VI. URL consultato il 2 marzo 2020 (archiviato dall'url originale il 1º novembre 2019)..
- (LA) Monumenta Germaniae Historica, Scriptores, tomus XIII. URL consultato il 31 marzo 2020 (archiviato dall'url originale il 2 novembre 2019)..
- (LA) Monumenta Germaniae Historica, Scriptores, tomus XXIII). URL consultato il 2 marzo 2020 (archiviato dall'url originale il 29 ottobre 2019).
- (LA) Petit cartulaire de l'abbaye de Saint-Sulpice en Bugey.
- (LA) Regesta comitum Sabaudiae.
- (LA) Mémoires pour l'histoire ecclésiastiques des diocèses de Genève.
- (LA) Recueil des historiens des Gaules et de la France. Tome 12.
- (LA) Peter der Zweite, Graf von Savoyen, Markgraf in Italien.
- (LA) Chronique de Robert de Torigni, abbé du Mont-Saint-Michel, Volume 2.
- (LA) Cartulare monasterii beatorum Petri et Pauli de Domina..
- (LA, FR)   Regeste dauphinois, ou Répertoire chronologique et analytique des documents, tome I, fascicolo II..

### Letteratura storiografica
- (FR) Histoire de Savoie, d'après les documents originaux,... par Victor ... Flour de Saint-Genis. Tome 1.
- (FR) Histoire généalogique de la royale maison de Savoie, justifiée par titres, ..par Guichenon, Samuel.
- (EN) The early history of the house of Savoy (1000-1233).